# Dino Preti
Dino Fioravante Preti (São Paulo, 19 de  março de 1930 – São Paulo, 2024) foi um letrólogo brasileiro, atuante no campo da linguística e professor emérito da Universidade de São Paulo. Foi um dos introdutores da sociolinguística no Brasil e pioneiro dos estudos sobre oralidade e análise da conversação, junto a Luiz Antônio Marcurschi, da Universidade Federal de Pernambuco.
Era graduado em Letras Clássicas (1954), mestre (1969) e doutor (1972) em Filologia e Língua Portuguesa pela Faculdade de Filosofia, Letras e Ciências Humanas (FFLCH) da USP, onde também obteve o título de livre-docente (1982). Foi professor do Departamento de Letras Clássicas e Vernáculas da FFLCH entre 1967 e 1995, ano em que se aposentou; depois, lecionou na Pontifícia Universidade Católica de São Paulo.
Foi coordenador Projeto NURC-SP (Norma Urbana Culta do Estado de São Paulo), substituindo Isaac Nicolau Salum a partir de 1983. Organizou onze livros da Fase 2 do projeto e, com Ataliba de Castilho e Hudinilson Urbano, os livros resultantes da Fase I.
Em 1984, recebeu o Prêmio Jabuti de Ciências Humanas por seu livro A Linguagem Proibida.

## Obras

### Teses
- Camões e a realidade histórica. Dissertação de Mestrado. São Paulo: FFLCH/USP, 1969.
- Níveis Sociolinguísticos. Tese de Doutoramento. São Paulo: FFLCH/USP, 1972.
- A linguagem proibida - Um estudo sobre a Linguagem Erótica. Tese de livre-docência. São Paulo: FFLCH/USP, 1981

### Demais produções bibliográficas
- (Org.) Cortesia verbal. 01. ed. São Paulo: Humanitas, 2008. v. 01. 375 p.
- (Org.) Oralidade em diferentes discursos. São Paulo: Associação Editorial Humanitas, 2006.
- (Org.) Diálogos na fala e na escrita. São Paulo: Humanitas, 2005.
- Estudos de língua oral e escrita. Rio de Janeiro: Lucerna, 2004.
- (Org.) Léxico na língua oral e na escrita. São Paulo: Humanitas/FFLCH/USP, 2003.
- com URBANO, Hudinilson e LEITE, Marli Quadros (Org.) A linguagem falada culta na cidade de São Paulo. São Paulo: Projeto NURC/SP, 2003.
- (Org.) Interação na Fala e na Escrita. São Paulo: Humanitas Publicações, 2002.
- (Org.) Fala e escrita em questão. 1ª. ed. São Paulo: Humanitas Publicações, 2000. 260 p.
- Sociolingüística - Os Níveis da Fala. 9ª. ed. São Paulo: EDUSP, 2000.
- (Org.) Análise de textos orais. 4ª. ed. São Paulo: Humanitas Publicações, 1999. 250 p.
- (Org.) O discurso oral culto. 2ª. ed. São Paulo: Humanitas Publicações, 1999. 250 p.
- (Org.) Estudos de língua falada: variações e confrontos. 2ª. ed. São Paulo: Humanitas Publicações, 1999. 250 p.
- Sociolingüística - Os Níveis da Fala. 8ª. ed. São Paulo: EDUSP, 1998. 230 p.
- (Org.) Estudos de língua falada: variações e confrontos. São Paulo: Humanitas Publicações, 1998.
- (Org.) O discurso oral culto. São Paulo: Humanitas Publicações, 1997.
- (Org.) Análise de Textos orais. São Paulo: Humanitas Publicações, 1994.
- A linguagem dos idosos. 1ª. ed. São Paulo: Contexto, 1991. 130 p.
- (Org.) A linguagem falada culta na cidade de São Paulo: materiais para seu estudo. 1ª. ed. São Paulo: T. A. Queiroz: FAPESP, 1990. v. 4. 1000 p.
- com URBANO, Hudinilson (Org.). A Linguagem Falada Culta na Cidade de São Paulo: Estudos. São Paulo: T. A. Queiroz, 1990. v. 4.
- com URBANO, Hudinilson (Org.). A Linguagem Falada Culta na Cidade de São Paulo: Materiais para seu Estudo - Entrevistas. São Paulo: T. A. Queiroz / FAPESP, 1988. v. 3.
- com CASTILHO, A. T. (Org.). A Linguagem Falada Culta na Cidade de São Paulo: Materiais para seu Estudo - Diálogos entre Dois Informantes. São Paulo: T. A. Queiroz / FAPESP, 1987. v. 2
- com CASTILHO, A. T. (Org.). A Linguagem Falada Culta na Cidade de São Paulo: Materiais para seu Estudo - Elocuções Formais. São Paulo: T. A. Queiroz / FAPESP, 1986. v.1.
- Português oral e escrito - novas lições, 5ª série. São Paulo: Nacional, 1986.
- Português oral e escrito - novas lições, 6ª série. São Paulo: Nacional, 1986.
- Português oral e escrito - novas lições, 7ª série. São Paulo: Nacional, 1986.
- Português oral e escrito - novas lições, 8ª série. São Paulo: Nacional, 1986.
- A gíria e outros temas. 1ª. ed. São Paulo: T. A. Queiroz, 1984. 150 p.
- A Linguagem Proibida - Um estudo sobre a Linguagem Erótica. 1ª. ed. São Paulo: T. A. Queiroz, 1984.
- Português oral e escrito - 7ª Série. São Paulo: Nacional, 1978.
- Português oral e escrito - 8ª Série. São Paulo: Nacional, 1978.
- Sociolingüística - Os Níveis da Fala. 3ª. ed. São Paulo: Nacional, 1977.
- Português oral e escrito - 5ª Série. São Paulo: Nacional, 1977.
- Português oral e escrito - 6ª Série. São Paulo: Nacional, 1977.
- 200 modelos de exercícios de comunicação e expressão (oral e escrita) e de treinamento gramatical. 6ª série. São Paulo: Nacional, 1977.
- 200 modelos de exercícios de comunicação e expressão (oral e escrita) e de treinamento gramatical. 5ª série. São Paulo: Nacional, 1977.
- Aprendendo Português - 8ª Série. São Paulo: Nacional, 1976.
- Vamos trabalhar! - 8ª Série. São Paulo: Nacional, 1976.
- Aprendendo Português - 7ª Série. São Paulo: Nacional, 1975.
- Vamos trabalhar! - 7ª Série. São Paulo: Nacional, 1975.
- Aprendendo Português - 6ª Série. São Paulo: Nacional, 1974.
- Vamos trabalhar! - 6ª Série. São Paulo: Nacional, 1974.
- Sociolingüística - Os Níveis da Fala. 1ª. ed. São Paulo: Nacional, 1973.
- Aprendendo Português - 5ª Série. São Paulo: Nacional, 1973.
- Vamos trabalhar! - 5ª Série. São Paulo: Nacional, 1973.
- e BLIKSTEIN, I.. Português - Curso Intensivo de Nível Médio. São Paulo: Abril Cultural, 78 fascículos, 1969 /, 1971.